# Giacomo Comincioli
Giacomo Comincioli (Cevo, 6 aprile 1891 – Orobinskji, 15 dicembre 1942) è stato un militare italiano, capitano degli Alpini, e successivamente Seniore della Milizia Volontaria per la Sicurezza Nazionale, combatté in tre guerre, venendo insignito di quattro medaglie d'argento, due di bronzo al valor militare e di una croce al merito di guerra.

## Biografia
Nacque a Cevo il 6 aprile 1891, e si arruolò nei Carabinieri, prestando servizio in tale Arma nella fasi iniziale della prima guerra mondiale. Il 25 dicembre del 1916 transitò nel Regio Esercito, come Aspirante Ufficiale del Corpo degli Alpini. Fu promosso al grado di sottotenente il 1º febbraio 1917, e tenente il 1º novembre dello stesso anno. Prestò servizio nella 2ª Compagnia Sciatori, passando quindi in forza al Battaglione "Monte Cavento" appartenente al 5º Reggimento alpini. Si distinse particolarmente come comandante di un plotone di Arditi durante gli scontri sul Massiccio dell'Adamello, dove fu insignito di due Medaglie d'argento e una di bronzo al valor militare.  Al termine della guerra aveva il grado di capitano, ma si congedò ritornando alla vita civile.
Dopo aver aderito al movimento degli ex combattenti del suo paese natale, di sentimenti antifascisti nel 1923 giunse, con alcuni compagni socialisti, a sparare contro un treno imbandierato con vessilli fascisti che transitava sul tratto Forno Allione-Cedegolo. Nel 1926, mentre lavorava come impiegato comunale, decise di iscriversi al Partito Fascista.
Con lo scoppio della guerra d'Etiopia si arruolò nelle Camicie Nere con il grado di capomanipolo Successivamente, in considerazione delle capacità dimostrate, fu promosso al grado di centurione Come ufficiale esploratore, il 27 febbraio 1936 condusse personalmente un attacco contro un caposaldo etiope a Uork Amba. Rimasto ferito continuò a condurre l'azione fino alla sua conclusione, e per questo fatto venne insignito di una seconda Medaglia di bronzo al valor militare.
Con l'entrata in guerra del Regno d'Italia, il 10 giugno 1940, riprese servizio attivo. Con l'inizio della campagna di Grecia, avvenuto nell'ottobre dello stesso anno, chiese di partire per l'Albania con la 15ª Legione CC.NN. d'Assalto "Leonessa". Tra l'8 e l'11 febbraio 1941 si distinse a Bregub Scialesit, dove, assunto volontariamente il comando di un battaglione duramente provato, riuscì a bloccare e a respingere un attacco nemico, contrattaccando e catturando numerosi prigionieri. Per questa azione fu insignito di una terza Medaglia d'argento al valor militare.
Dopo l'inizio della guerra in Russia partì volontario in seno al Corpo di spedizione italiano in Russia (CSIR).
Promosso seniore divenne comandante del 15° Battaglione "M" del Gruppo C.C.N.N. "Leonessa", partecipando a numerosi combattimenti. Cadde in azione il 15 dicembre del 1942, durante un assalto durato quattro ore contro Quota 192  nei pressi di Orobinskji, nelle vicinanze del Don. Per questa azione nel 1952 fu insignito di una quarta Medaglia d'argento al valor militare alla memoria.
In suo ricordo è stata posto un medaglione con inciso il suo nome al centro della grande Croce posta sulla cima dell'Adamello, e la sezione dell'Associazione Volontari di Guerra di Brescia porta il suo nome. Il 25 maggio 1999 è stata posta una lapide in suo ricordo presso la Chiesa degli Alpini di Boario Terme.

### Annotazioni
1. ↑  Le tredici persone che formavano la squadra spararono sei colpi di Moschetto '91 a testa dal poggio dell'Androla.
2. ↑  Corrispondente a quello di tenente del Regio Esercito.
3. ↑  Corrispondente a quello di capitano del Regio Esercito.
4. ↑  Grado corrispondente a quello di maggiore del Regio Esercito.
5. ↑  Secondo l'autore Valter Luigi Cotti Cometti non gli venne concessa la Medaglia d'oro al valor militare in quanto appartenente alla Milizia Volontaria Sicurezza Nazionale strettamente legata al Regime fascista.

### Fonti
1. 1 2 3 4 5 6  Cotti Cometti 2012, p. 15.
2. 1 2 3 4  Clementi 1999, p. 7.
3. 1 2  Cotti Cometti, agosto 2012, p. 19.
4. 1 2 3 4 5 6 7  Cotti Cometti 2012, p. 16.
5. ↑  Bollettino Ufficiale 1920, pag. 679.
6. ↑  Bollettino Ufficiale 1920, pag. 1106.
7. ↑  Bollettino Ufficiale 1953, pag 3582.
8. ↑  Bollettino Ufficiale 1952, pag 4445.
9. ↑  Bollettino Ufficiale 1920, pag. 3039.
10. ↑  Bollettino Ufficiale 1937, pag 4295.

### Periodici
- Tullio Clementi, Cevo Notizie, n. 1, Cevo, Amministrazione Comunale di Cevo, giugno 1999,  p. 11.
- Valter Luigi Cotti Cometti, Lettere al Direttore, in Guardia d'Onore, Roma, Istituto Nazionale per la Guardia d'Onore alle Reali tombe del Pantheon, gennaio-febbraio/marzo-aprile 2012,  pp. 15-17.
- Valter Luigi Cotti Cometti, Lettere al Direttore, in Noi e la Val Camonica, n. 24, Breno, Sezione della Valcamonica dell'Associazione Nazionale Alpini, agosto 2012,  pp. 19-20.